# 馬隆·費利
馬隆·費利（Marlon Frey，1996年3月24日—）是德國的職業足球運動員，司職中場，現效力於德丙球隊杜伊斯堡。

## 球員生涯
馬隆費利2015年12月12日首次代表利華古遜出戰德國足球甲級聯賽，對陣慕遜加柏，87分鐘入替奇雲·甘普。